# Zeila
Zeila (ook: Saylac, Seelaac, Séyla‘, Seylac, Zayla, Zeyla, Zeylac, Zeïla) is een havenstad aan de Golf van Aden in de regio Awdal in het uiterste noordwesten van Somaliland, Somalië.
Zeila heeft ca. 8600 inwoners en ligt ca. 26 km van de grens met Djibouti. De stad ligt op een zanderige landtong die uitsteekt in de Golf van Aden. Voor de kust liggen een paar onbewoonde eilandjes : Sacadin, Ceebaad (ook: Aibat Island) en de Mosheykh eilanden. Het achterland bestaat uit de Guban-vlakte, een woestijn. Zeila is de hoofdstad van het District Zeila, een van de vier districten van de regio Awdal.

## Geschiedenis
Zeila is zeer oud. Historici menen dat Zeila de commerciële haven Avalites is die genoemd wordt in de Periplus van de Erythreïsche Zee (Periplus Maris Erythraei), een geschrift uit de 1e eeuw dat zeilaanwijzingen bevat van de handelsroute langs Egyptisch-Romeinse havens door de Rode Zee naar Oost-Afrika en India. Hierin wordt ook "Barbara" beschreven (Bilad al-Barbar : het land van de Berbers) zoals de noordkust van Somalië toen werd genoemd. De stad ontwikkelde zich tot een vroeg islamitisch centrum met de komst van moslims kort na de Hidjra. Tegen de 9e eeuw werd Zeila omschreven als de hoofdstad van het Sultanaat Adal, een middeleeuwse multi-etnische moslimstaat in de Hoorn van Afrika. De welvaart van de stad kende rond 1300 een hoogtepunt. De stad kwam vervolgens onder Ottomaanse en daarna Britse overheersing.
Zeila was gedurende lange tijd de voornaamste haven voor de in- en uitvoer van goederen naar Ethiopië, dat geen eigen uitgang naar zee had. Met de voltooiing van de spoorlijn Djibouti - Addis Abeba in 1917 door de Compagnie impériale du chemin de fer franco-éthiopien verloren de Somaliërs de lucratieve karavaanhandel. Het betekende het einde van Zeila als belangrijke haven.
Bij de onafhankelijkheid van Somalië werd Zeila onderdeel van de regio Awdal. Toen in 1991 een burgeroorlog uitbrak in Somalië verklaarden de noordelijke regio's, waaronder Awdal, zich onafhankelijk als Somaliland. Een groot deel van het historische erfgoed van de stad ging door het geweld verloren en veel bewoners verlieten het gebied. Echter, de overmaking van fondsen door familieleden in het buitenland (zogenaamde remittances) hebben sindsdien bijgedragen aan een gedeeltelijke wederopbouw.
In of rond Zeila ligt een terrein waarvan bekend is of vermoed wordt dat er antipersoneelsmijnen liggen.

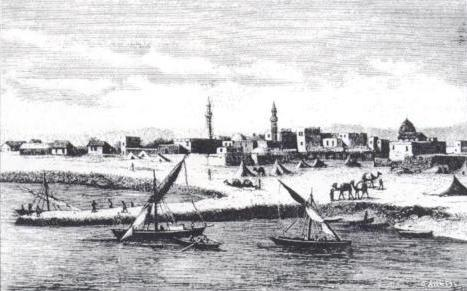
Zeila in de 19e eeuw
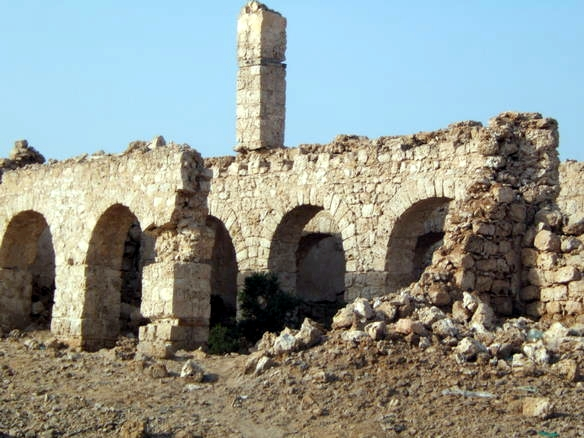
Ruïnes uit de tijd van het Sultanaat Adal
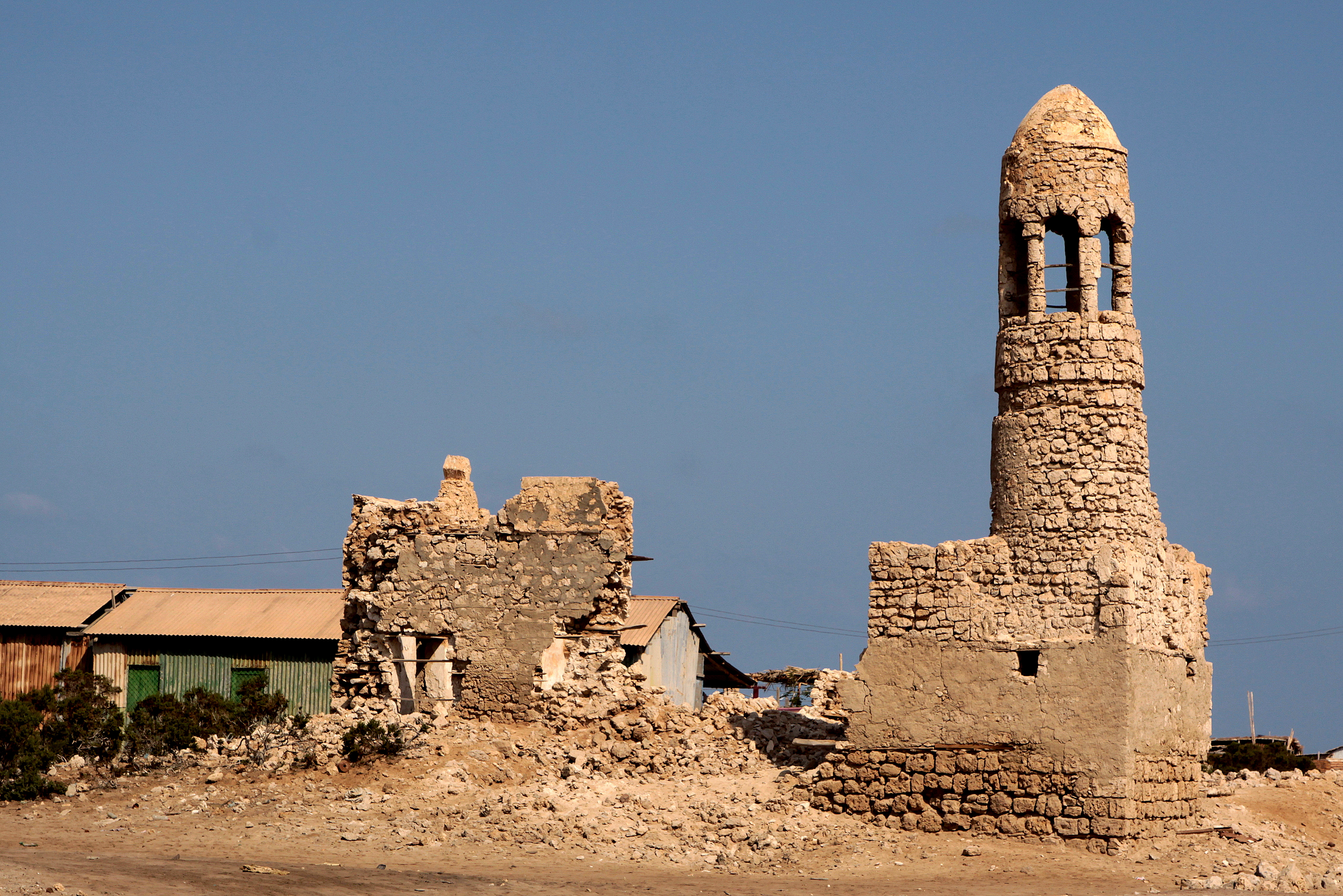
Gehavende moskee

Klimaat: Zeila heeft een woestijnklimaat. De gemiddelde jaartemperatuur is 30 °C. Juli is de warmste maand, gemiddeld 35,9 °C; januari is het koelste, gemiddeld 25,4 °C. De jaarlijkse regenval bedraagt circa 82 mm. Er is geen sprake van een regenseizoen en een droog seizoen; er valt het hele jaar weinig neerslag; nooit meer dan maximaal ± 13 mm per maand (november).